# E lucean le stelle (film 2007)
E lucean le stelle (The Moon and the Stars) è un film del 2007 diretto da John Irvin.

## Trama
Roma, 1939. Davide Rieti, un produttore ebreo omosessuale sta realizzando la trasposizione cinematografica della Tosca di Puccini. I protagonisti sono la diva tedesca Kristina Baumgarten e l'attore britannico James Clavel, che durante le riprese si innamorano e intrecciano una relazione. Mentre la seconda guerra mondiale è sul punto di scoppiare in tutta la sua drammaticità, Rieti cerca in ogni modo di terminare le riprese prima di essere arrestato dai fascisti.